# Ferdinand Fagerlin
Ferdinand Fagerlin   (Estocolm, 5 de febrer de 1825 - Düsseldorf, 19 de març de 1907) va ser un pintor de gènere suec-alemany.

## Biografia

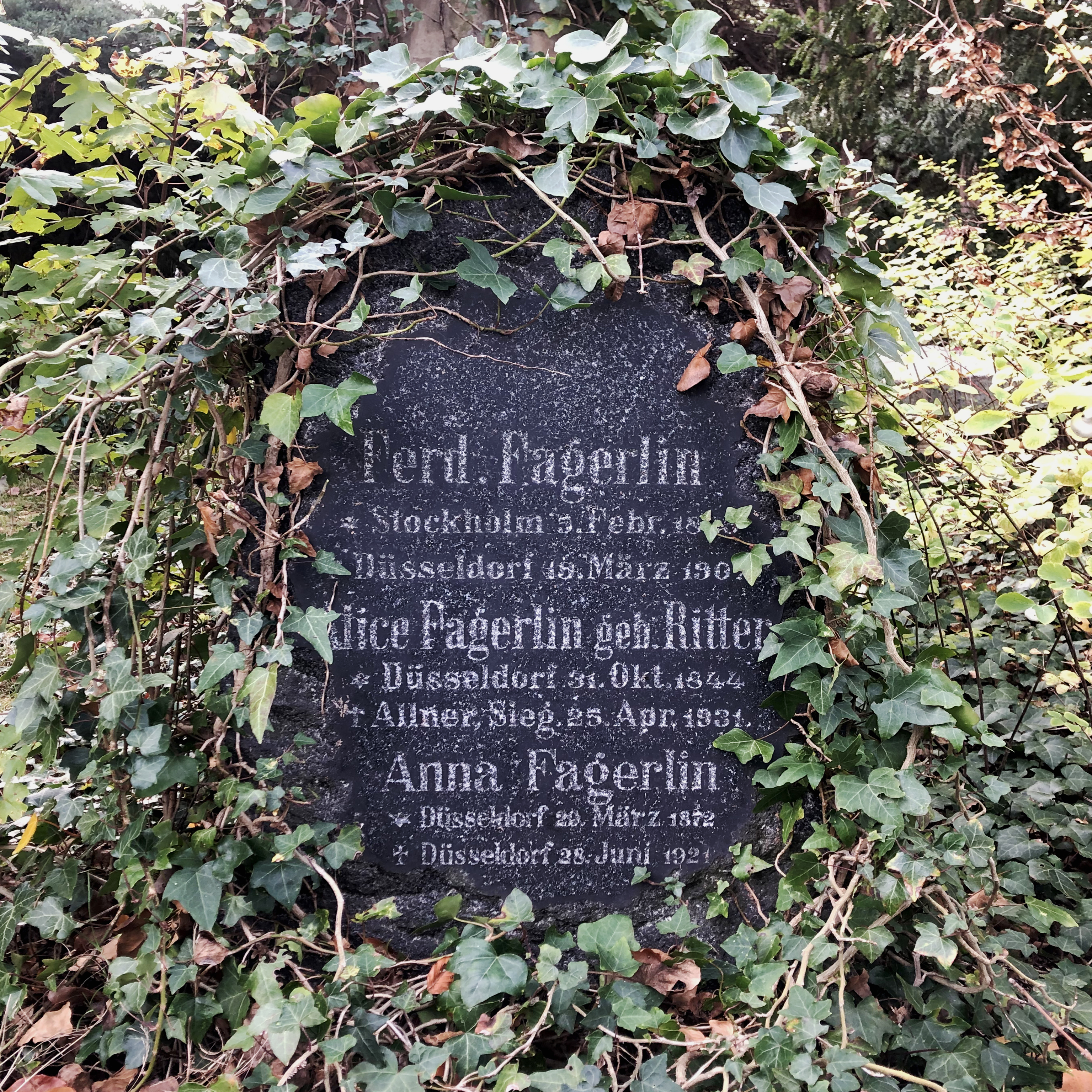
Làpida de Fagerlin a Nordfriedhof a Düsseldorf

Nascut a Estocolm, Fagerlin va ser aprenent de constructor naval (1842–1843) abans d'assistir a la Reial Acadèmia Sueca de les Arts (1845–1847). Es va unir a l'exèrcit (1850–1854) i va practicar la pintura, especialment el retrat. A partir de 1854 es va dedicar completament a la pintura i amb el suport dels seus antics professors va estudiar a la Kunstakademie Düsseldorf, amb Karl Ferdinand Sohn i Friedrich Wilhelm Schadow (1854–1855). Va passar un temps a París (1856-1858), on va treballar a la botiga de Thomas Couture.
Al seu retorn a Düsseldorf el 1958, es va establir com a pintor i es va casar amb Alice (1844–1931), filla del pintor Henry Ritter (1816-1853) la botiga del qual va heretar després de la mort d'aquest el 1853. De 1862 a 1902 va ser membre de la societat d'art de Düsseldorf, Malkasten. El pintor suec Axel Kulle va ser el seu alumne de 1875 a 1880.
Després de 1863, va viatjar amb freqüència als Països Baixos, i la imatgeria que hi va adquirir, especialment de la costa holandesa i la vida dels seus mariners i habitants es va convertir en formativa en la seva pintura de gènere. El 1867 va mostrar Der Heiratsantrag i Die Eifersucht a l'Exposició Internacional de París. Va morir a Düsseldorf sis setmanes després del seu 82è aniversari.

## Obres destacades
- Die angehenden Raucher (Nationalmuseum Estocolm),
- Die Eifersucht (Museu Nacional d'Estocolm),
- Die Liebeserklärung,
- Der Heiratsantrag,
- Die Krankenstube,
- Der verschmähte Freier,
- Die Genesende (Häusliche Andacht), 1867 (Nationalmuseum Estocolm)

## Obres seleccionades

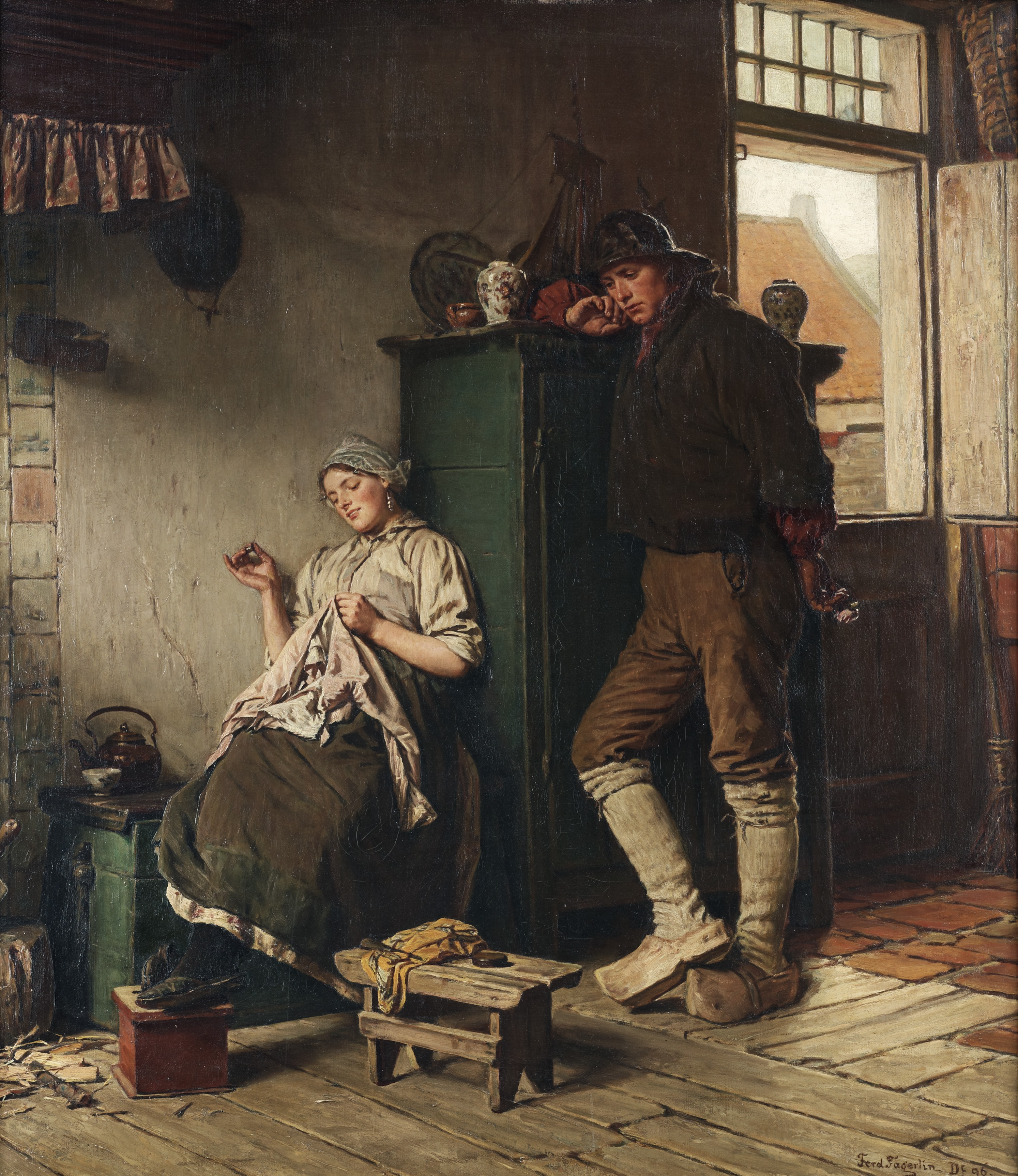
El pretendent desesperat
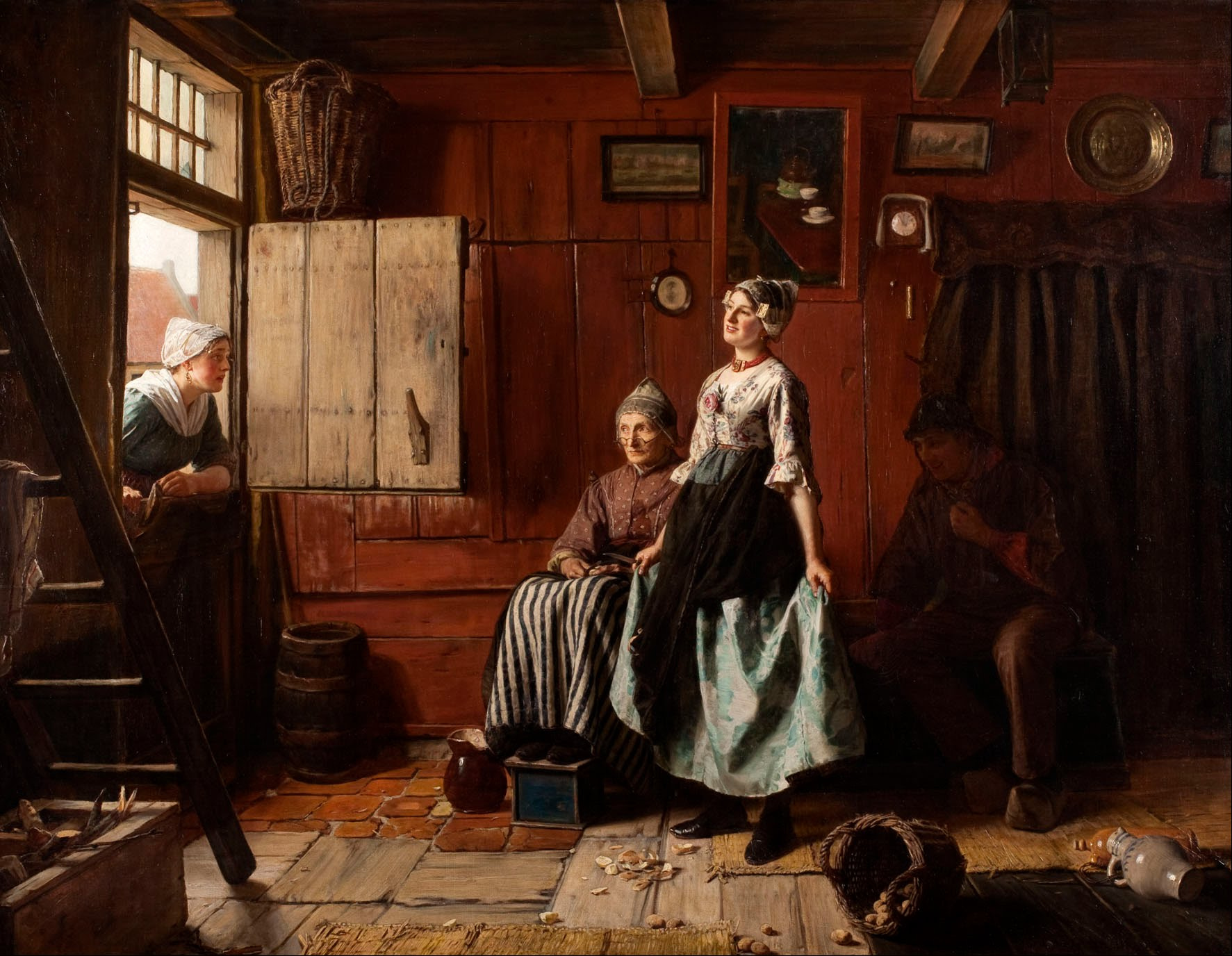
Sorpresa, 1888
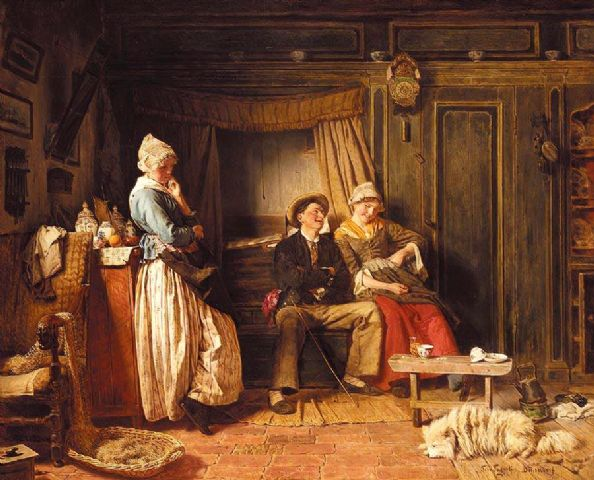
Desitjant ser ella.
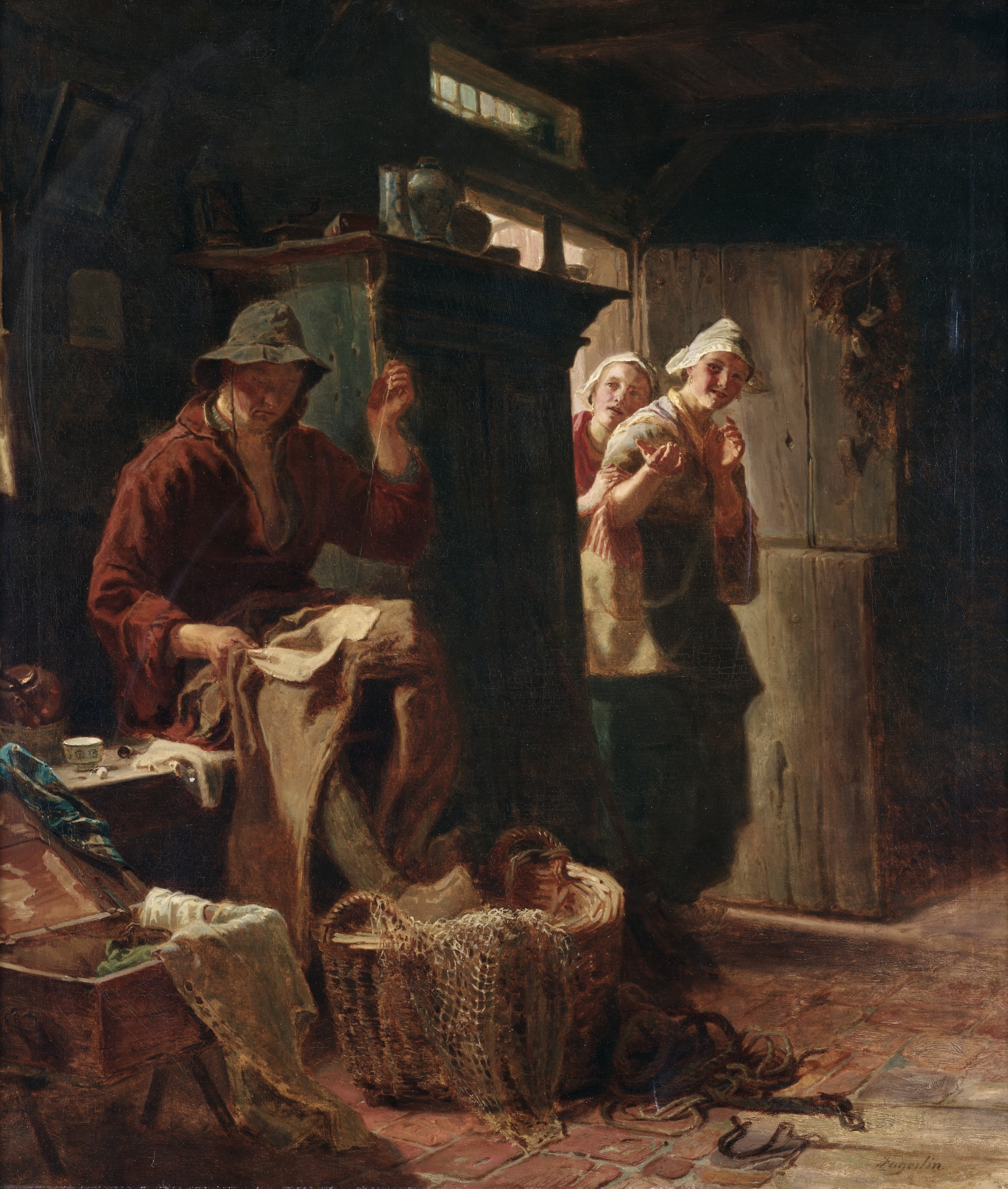
El batxiller burlat
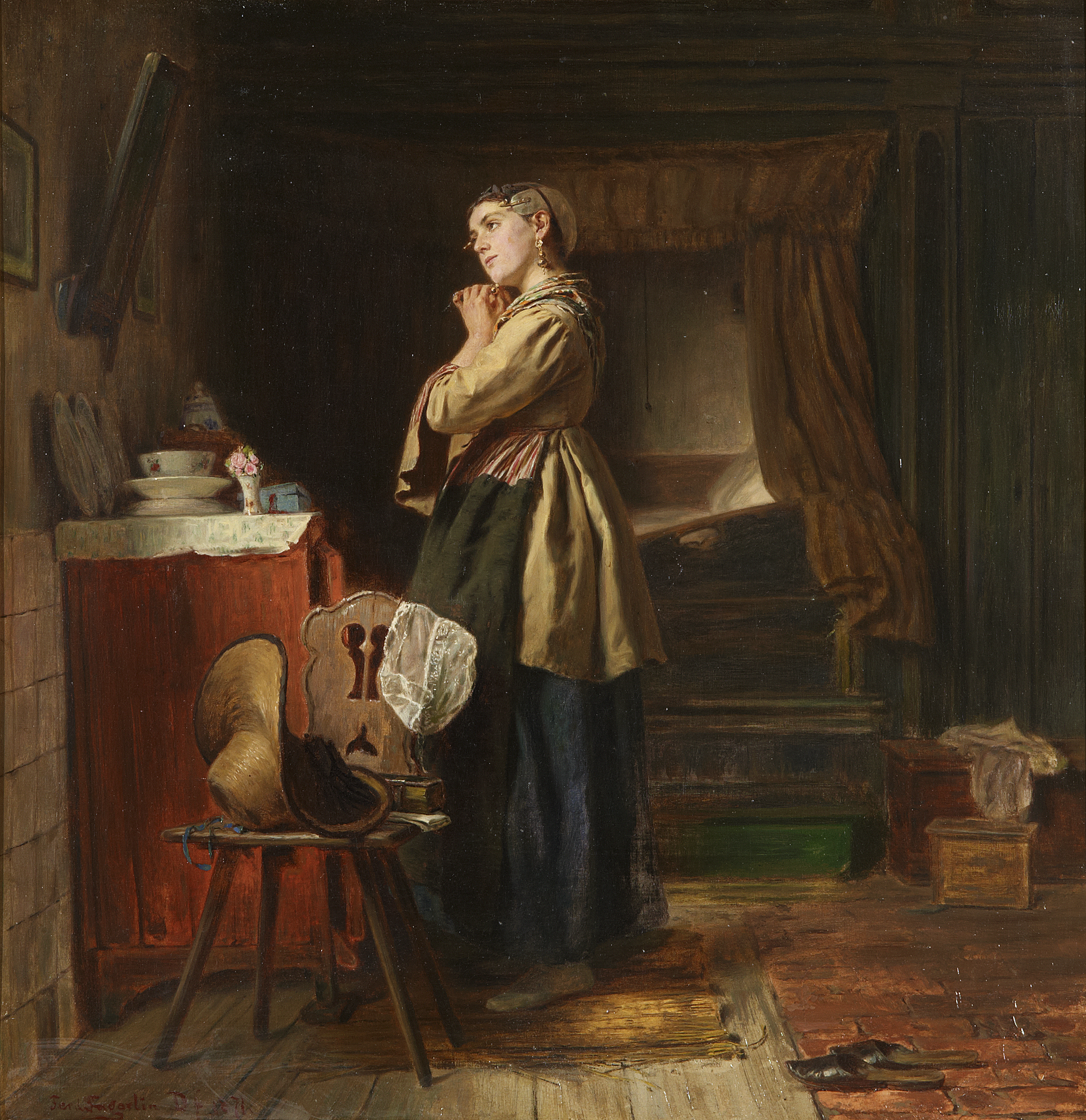
Noia davant d'un mirall